# Avspänning
För det politiska begreppet avspänning, se avspänningspolitik
Avspänning innebär ett avslappnande. Det finns flera olika tekniker som används på olika platser runtom i världen. Den vägledda tekniken för djupavspänning, Yoga Nidra, kan användas för att uppnå ett avspänt tillstånd. 

## Meditation
Något man kan göra för att spänna av är att meditera.
Meditation, som spelar stor roll inom Hinduismen, Buddhismen och Sufismen, är en psykisk och kroppslig teknik som innebär koncentration kombinerad med avspänning. Det finns många olika former av meditation, men meningen är att man ska få stopp på sina tankar och låta bli att tänka på de problem man har och saker man måste göra. Meditation löser inte problem, men kan ge vila och kraft att ta itu med dessa senare.[källa behövs]

## Yoga
Yoga är ett annat sätt att spänna av. För att mjuka upp och stretcha musklerna runt höfter, ryggrad, axlar och skuldror kan man utföra mjuka yogarörelser sittande eller liggande. Man tränar då på ett mjukt sätt och lättar på spänningar eller värk i rygg och nacke, vilket gör att man går ner i varv och kan lättare slappna av. [källa behövs]